# British Approved Name
Un British Approved Name (BAN), en español: Nombre británico aprobado es el nombre oficial, no propietario o genérico dado a una sustancia farmacéutica, tal como se define en la Farmacopea Británica (BP). El BAN también es el nombre oficial que se usa en algunos países del mundo, ya que a partir de 1953, un panel de expertos de la OMS evaluó los nuevos nombres propuestos en conjunto con la comisión de BP para garantizar la consistencia de los nombres en todo el mundo (un esfuerzo que llevó al sistema Denominación Común Internacional). 

## Preparaciones combinadas
Las BAN son únicas en cuanto a que los nombres se asignan para preparaciones combinadas así como para preparaciones de un solo fármaco. Por ejemplo, el BAN Co-amoxiclav se asigna a preparaciones que contienen amoxicilina y ácido clavulánico. La mayoría de las otras farmacopeas simplemente se refieren a productos combinados por ambos ingredientes en la preparación, en este ejemplo "amoxicilina con ácido clavulánico". 
El prefijo "co-" se usa para muchos fármacos combinados, incluidos los opioides con analgésicos como paracetamol o aspirina (por ejemplo, Co-codamol, Co-codaprin, Co-dydramol, Co-proxamol). La otra combinación de opioides que se encuentra comúnmente es la mezcla antidiarreica y no analgésica de difenoxilato y atropina, Co-fenotropo (también conocida como  Lomotil). También antibióticos (por ejemplo, Co-fluampicil y Co-trimoxazol), medicamentos para bajar la presión arterial (por ejemplo, Co-tenidone), diuréticos (por ejemplo, Co-amilofruse y Co-amilozida), fármacos gastrointestinales (por ejemplo, Co-danthrusate), y agentes antiparkinsonianos tales como Co-careldopa, Co-beneldopa y otros (por ejemplo, Co-cyprindiol) 

## Armonización de BAN
La legislación de la Unión Europea a partir de 2001 requirió la armonización de la BP con la Farmacopea Europea (EP) , así como la adopción de la Denominación Común Internacional a través de directivas (2001/82/CE y 2001/83/CE en su versión modificada y 2003/63/EC). En toda la UE ha significado que, con la notable excepción de adrenalina/epinefrina, los BAN ahora sean los mismos que los DCI.  Por ejemplo, la antigua meticilina BAN (methicillin) se reemplazó con la meticilina BAN actual (meticilin), coincidiendo con el DCI. 
Esto ha dado lugar a una situación interesante en otros países que utilizan BAN. Si bien la Farmacopea británica y los BAN son los nombres/farmacopea oficiales definidos por la legislación en muchos de estos países, los antiguos BAN se siguen utilizando, supuestamente debido a la dificultad del cambio. A pesar de la importancia de la BP, parece haber poco o ningún movimiento en la dirección de cambiar estos nombres.  En Australia, los Nombres Aprobados de Australia son generalmente los mismos que los BAN, pero quedan algunas excepciones. 